# Mirusavis parvus
Mirusavis parvus es la única especie conocida del género extinto Mirusavis un ave enantiornita del Cretácico Inferior (Aptiano – Barremiense) de China descubierta en la Formación Yixian.

## Etimología
El nombre del género Mirusavis proviene de las palabras latinas mirus (inesperado) y palabras avis (pájaro), en referencia al insólito descubrimiento del holotipo conservado durante el ciclo de puesta. Las palabras del nombre de la especie parvus significa "pequeño" en latín.

## Clasificación
Wang et al. (2020) encontraron a Mirusavis como el pariente más cercano de Shangyang graciles.

## Paleobiología
El holotipo y único espécimen de Mirusavis era un esqueleto parcial subadulto identificado por la falta de osificación que se vería en un individuo maduro. En el ejemplar también se recuperó tejido óseo medular, lo que significa que el fósil era una hembra que murió durante el ciclo de puesta de huevos. Este hallazgo muestra que las enantiornitas e diferenciaban de las aves modernas en que se volvían reproductivamente activas antes de completar la osificación de su esqueleto.